# Romeo Panciroli
Romeo Panciroli MCCI (ur. 21 listopada 1923 w Codemondo, zm. 16 marca 2006 w Rzymie) – włoski duchowny rzymskokatolicki, kombonianin, arcybiskup, rzecznik prasowy Stolicy Apostolskiej, dyplomata papieski.

## Biografia

### Prezbiter
7 października 1943 złożył pierwsze śluby zakonne w zgromadzeniu Misjonarzy Kombonianiów Serca Jezusowego, a 24 września 1948 śluby wieczyste. 11 czerwca 1949 w katedrze Narodzin św. Marii w Mediolanie otrzymał święcenia prezbiteriatu z rąk arcybiskupa mediolańskiego bł. Alfreda Ildefonsa Schustera. Redagował magazyn misyjny Nigrizia.
W 1970 papież Paweł VI mianował go podsekretarzem Papieskiej Rady ds. Środków Społecznego Przekazu oraz wicedelegatem Filmoteki Watykańskiej. 25 września 1973 awansował na sekretarza Papieskiej Rady ds. Środków Społecznego Przekazu. W 1976 Paweł VI uczynił go dodatkowo dyrektorem Biura Prasowego Stolicy Apostolskiej, będącego de facto rzecznikiem Stolicy Apostolskiej. Sprawował tę funkcję w ostatnich latach pontyfikatu Pawła VI, za pontyfikatu Jana Pawła I oraz w kilku pierwszych latach rządów Jana Pawła II do 1984, w tym podczas obu konklawe w 1978.
6 listopada 1984 papież Jan Paweł II mianował go pronuncjuszem apostolskim w Liberii i Gambii, delegatem apostolskim w Sierra Leone i Gwinei (w Gwinei od 1 sierpnia 1987 był pronuncjuszem apostolskim) oraz arcybiskupem tytularnym nobijskim.

### Biskup
16 grudnia 1984 w katedrze Wniebowzięcia Najświętszej Maryi Panny w Reggio Emilia przyjął sakrę biskupią z rąk prefekta Kongregacji ds. Biskupów kard. Bernardina Gantina. Współkonsekratorami byli sekretarz Kongregacji ds. Ewangelizacji Narodów abp Duraisamy Simon Lourdusamy oraz biskup Guastalli Gilberto Baroni.
18 marca 1992 został przeniesiony na urząd pronuncjusza apostolskiego w Iranie (od 1 lutego 1994 jako nuncjusz apostolski). W kwietniu 1999 z racji osiągnięcia wieku emerytalnego przeszedł na emeryturę. Zmarł 16 marca 2006 w rzymskiej Poliklinice Gemelli.